# پانای
پانای (انگلیسی: Panay) یکی از جزایر کشور فیلیپین در شرق آسیا است

## خصوصیات جغرافیایی
پانای ۱۲٬۰۱۱ کیلومترمربع مساحت، ۴٬۰۳۱٬۶۳۶ نفر جمعیت و ۲٬۱۱۷ متر از سطح دریا ارتفاع دارد